# Israelitische Kultusgemeinde Wien

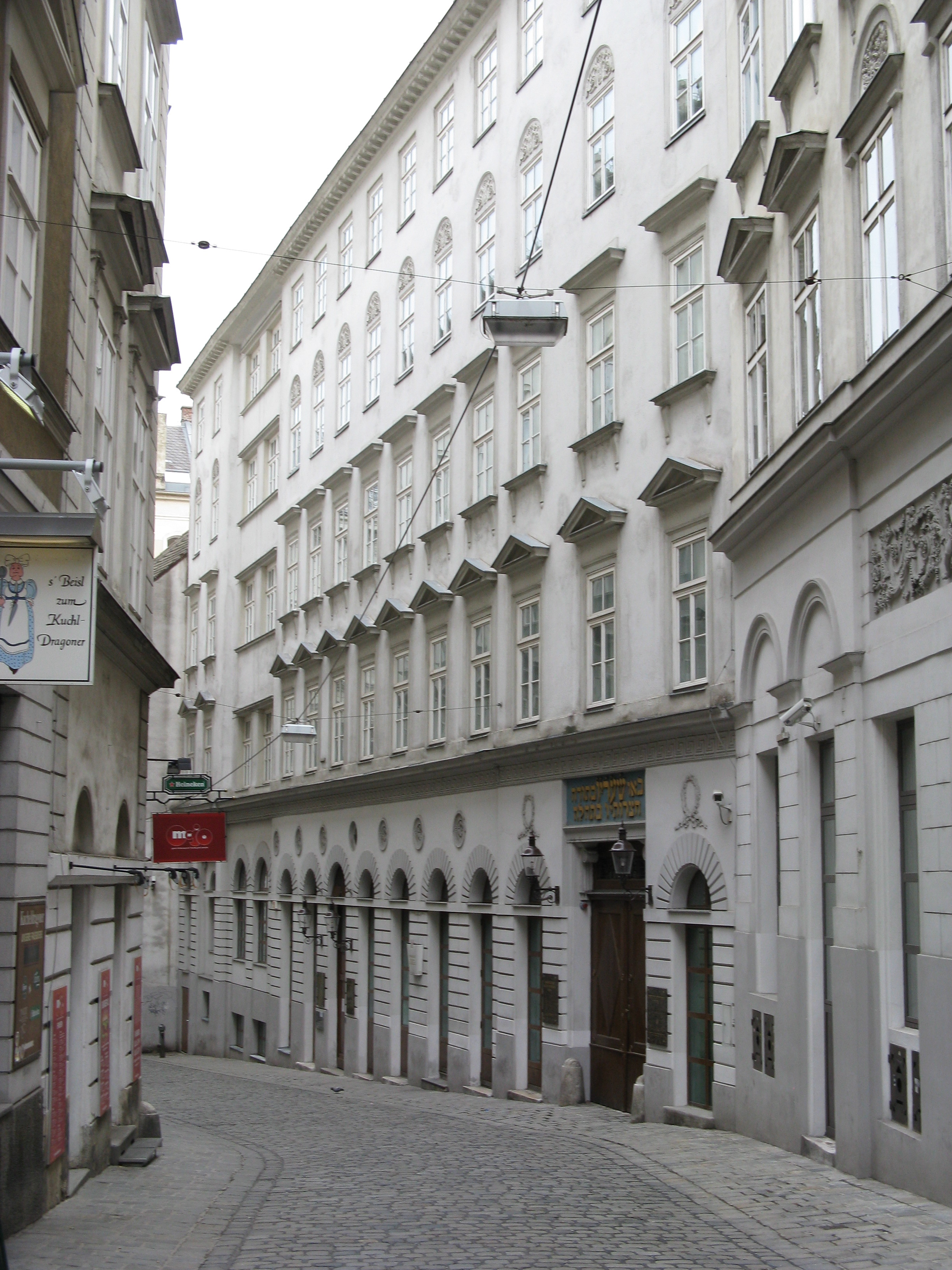
Stadttempel der IKG in der Seitenstettengasse

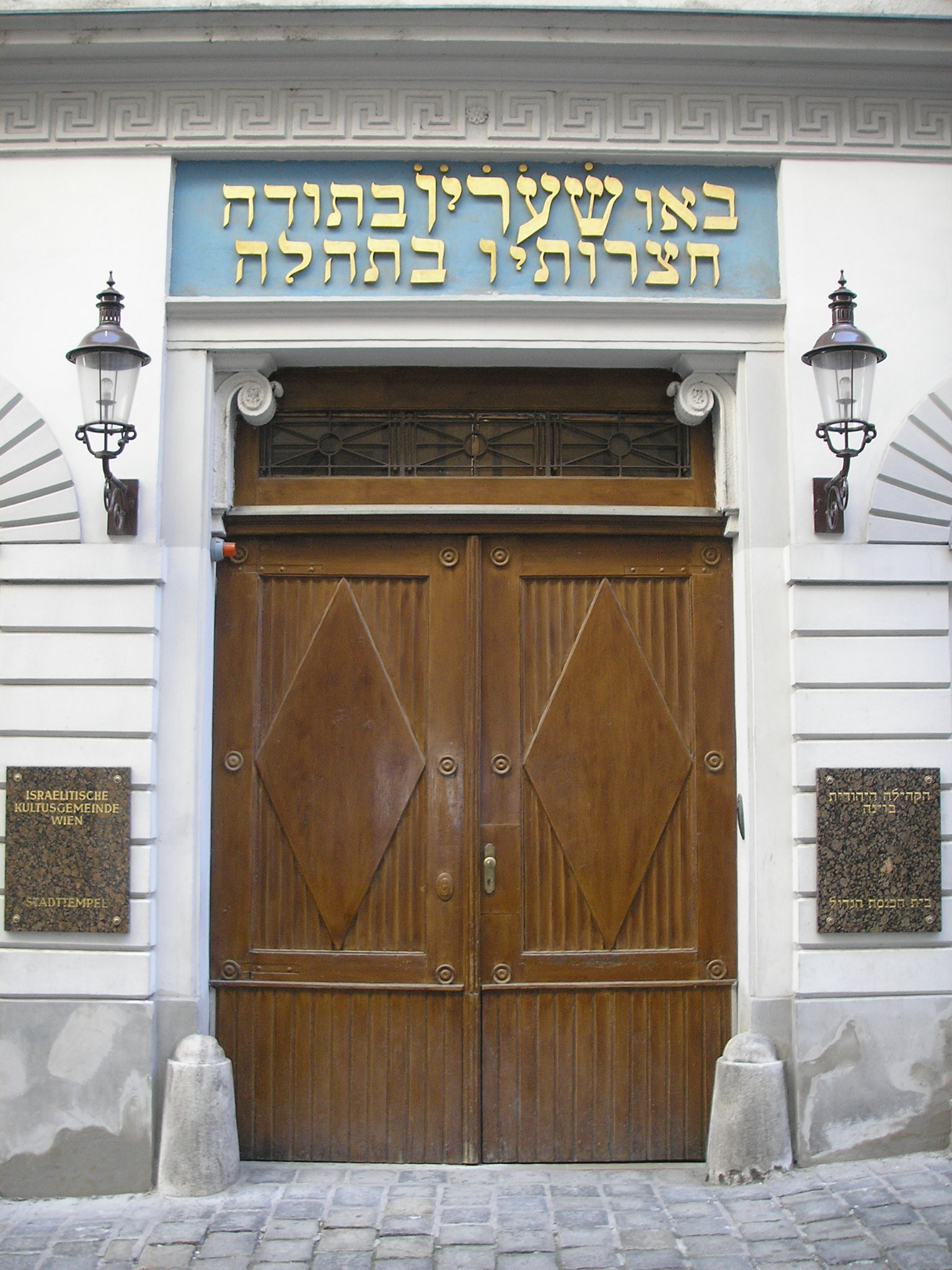
Haupteingang des Stadttempels

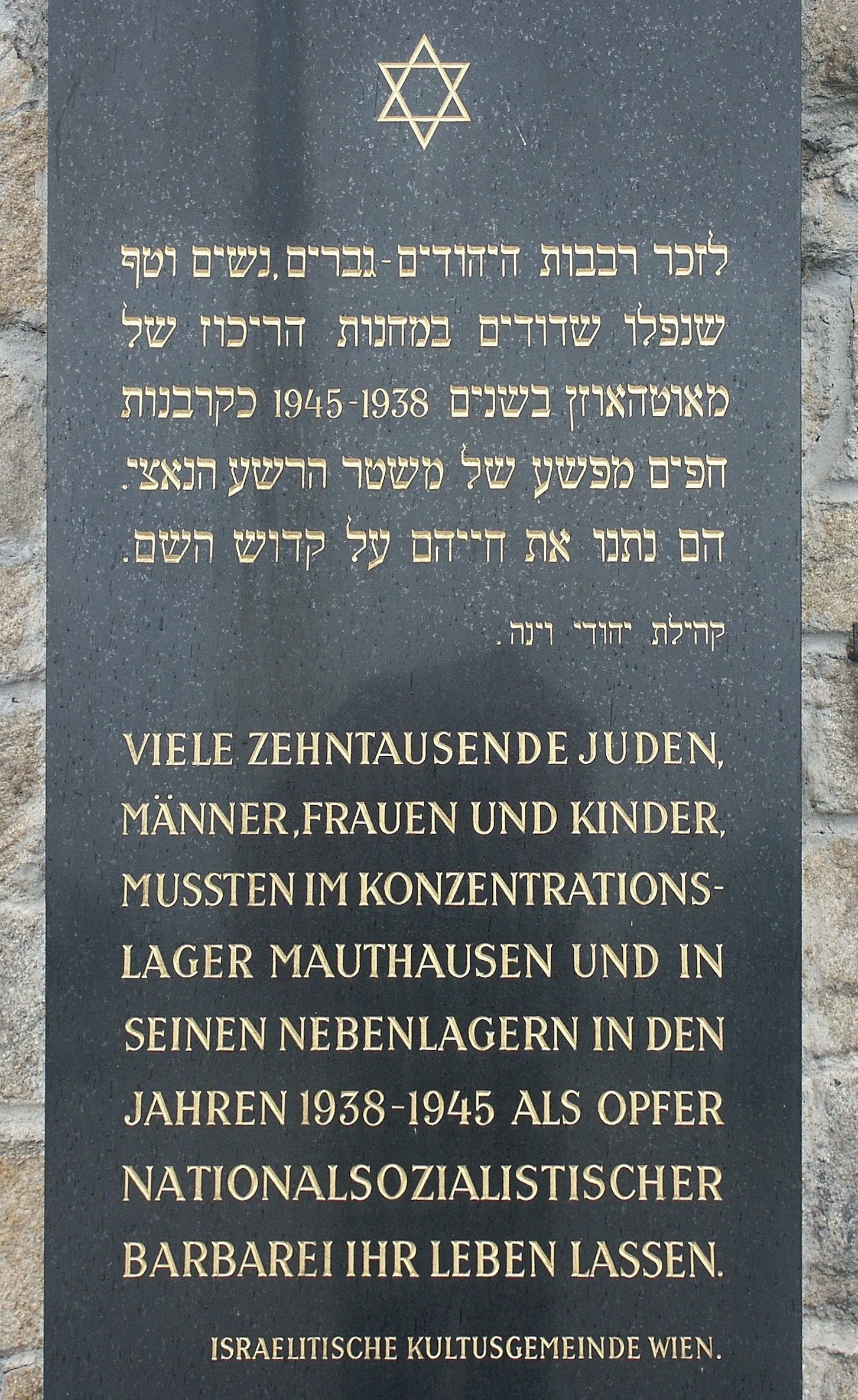
Gedenktafel der Israelitischen Kultusgemeinde Wien bei der Gedenkstätte Mauthausen

Die Israelitische Kultusgemeinde Wien (IKG) ist die jüdische Gemeinde von Wien. Sie zählt heute rund 8.000 Mitglieder und repräsentiert seit jeher fast das gesamte Judentum in Österreich, das seit 1938 nur in wenigen anderen Städten in Österreich kleinere Gemeinschaften (Israelitische Kultusgemeinden) zählt.

## Organisation
Die Israelitische Kultusgemeinde bietet ihren Mitgliedern verschiedene Dienstleistungen in sozialen, religiösen und Bildungsangelegenheiten an. Offizielles Organ der IKG Wien ist die monatlich erscheinende Zeitschrift Die Gemeinde – Insider, die auf der Website der IKG Wien im Archiv online nachzulesen ist.
Die Wiener Kultusgemeinde ist auch mit den allgemeinen Angelegenheiten der Israelitischen Religionsgesellschaft in Österreich betraut, jener Körperschaft, in Form derer das Judentum seit 1890 in Österreich eine gesetzlich anerkannte Religionsgesellschaft darstellt.
Die Anlaufstelle für jüdische NS-Verfolgte in und aus Österreich unterstützt und berät Betroffene und ihre Angehörigen in Bezug auf Restitution und Entschädigungszahlungen. Präsident der Kultusgemeinde ist seit 2012 Oskar Deutsch, Oberrabbiner war von 2016 bis 2019 Arie Folger und Gemeinderabbiner ist Schlomo Hofmeister.
Am 24. Juni 2019 wurde per Aussendung der IKG bekanntgegeben, dass Folgers Amtszeit als Wiener Oberrabbiner einvernehmlich beendet wurde. Im Februar 2020 wurde Jaron Engelmayer zu seinem Nachfolger als Wiener Oberrabbiner ab August 2020 bestellt.
Im März 2012 stellte die reformjüdische Gemeinde Or Chadasch (hebräisch: ‚neues Licht‘) einen Antrag auf die Einrichtung einer eigenen Kultusgemeinde.
Der Antrag des Vereins Or Chadasch wurde im Juni 2012 per Bescheid vom Unterrichtsministerium abgelehnt, daher wird es in Österreich vorerst keine eigene liberale jüdische Kultusgemeinde geben. Das Ministerium begründete die Entscheidung damit, dass das Selbstbestimmungsrecht von gesetzlich anerkannten Religionsgesellschaften das Recht der inneren Organisation umfasst und darunter auch die Aufnahme von Mitgliedern fällt. Der Hintergrund: Ein Teil der Mitglieder von Or Chadasch wird von der Israelitischen Religionsgesellschaft nicht anerkannt. Dies sind jene, die nach liberalem Ritus zum Judentum übergetreten sind und vom Rabbinat der IKG Wien nicht anerkannt werden. Wie Oberrabbiner Paul Chaim Eisenberg betonte, lag diese Entscheidung darin begründet, dass das Wiener Rabbinat sonst seinerseits nicht vom Oberrabbinat Israel und der Europäischen Rabbinerkonferenz anerkannt würde.
Aufgrund eines Beschlusses der IKG sollen ihre Mitglieder keinerlei Kontakte zu FPÖ-Politikern haben.

## Geschichte
Die Geschichte der jüdischen Bevölkerung von Wien geht zurück bis zu der Römerzeit. Die jüdische Bevölkerung von Wien konnte sich auf Grund von antisemitischen Diskriminierungen von staatlicher und bürgerlicher Seite nicht organisieren.
Erst mit dem Toleranzpatent von Kaiser Joseph II. konnte sich die Situation verbessern, beschränkte Religionsausübung aber auf den privaten Kreis.
Nach 1848 kam es zur Emanzipierung der jüdischen Bevölkerung. In einer Ansprache am 3. April 1849 verwendete der junge Kaiser Franz Joseph I. die Worte: „Israelitische Gemeinde von Wien“. Drei Jahre später trat 1852 ein provisorisches Gemeindegesetz in Kraft, dieses Jahr wird als das Gründungsjahr der Wiener Kultusgemeinde angesehen. In dem bereits existierenden Baukomplex des Wiener Stadttempels in der Seitenstettengasse wurden die Räumlichkeiten und Büros der Kultusgemeinde eingerichtet. 1890 erfolgt dann die endgültige staatliche Anerkennung des mosaischen Glaubens in Österreich-Ungarn (Israelitengesetz).
Die Wiener Gemeinde zählte vor dem „Anschluss Österreichs“ an das Deutsche Reich im März 1938 rund 185.000 Mitglieder. 1938 wurde die Israelitische Kultusgemeinde von den Nationalsozialisten geschlossen. Im Mai 1938 wurde sie unter dem Namen Jüdische Gemeinde Wien wiedereröffnet, um als Pufferorganisation zwischen dem NS-Regime und der jüdischen Bevölkerung zu wirken und für die Zentralstelle für jüdische Auswanderung unter Zwang die Emigrationen und später auch die ersten Deportationen zu organisieren. Siehe auch Österreich in der Zeit des Nationalsozialismus. In Wien endete der Krieg im April 1945.
Seit 1945 nennt sich die Gemeinde wieder Israelitische Kultusgemeinde Wien.
Am 29. August 1981 fand ein Terroranschlag mit Handgranaten und Schusswaffen auf die in Wien Stadttempel genannte Synagoge in der Seitenstettengasse statt, der zwei Tote und 21 Verletzte zur Folge hatte. Es wird davon ausgegangen, dass der Anschlag auf das Konto der palästinensischen Extremistengruppe Fatah-Revolutionärer Rat des Terroristen Abu Nidal geht. Seither herrschen strenge Sicherheitsvorkehrungen am Eingang, die Seitenstettengasse wird von der Polizei geschützt.
Heute ist die IKG Wien für Wien, Niederösterreich und das Nordburgenland zuständig, seit der Fusion mit der IKG Graz im Mai 2013 auch für die Steiermark, Kärnten und Südburgenland. Im März 2024 beschlossen die Vorstände der Kultusgemeinden von Wien und Salzburg die Erweiterung der Israelitischen Kultusgemeinde Salzburg um die Bundesländer Steiermark und Kärnten.

### Präsidenten der IKG Wien seit 1853

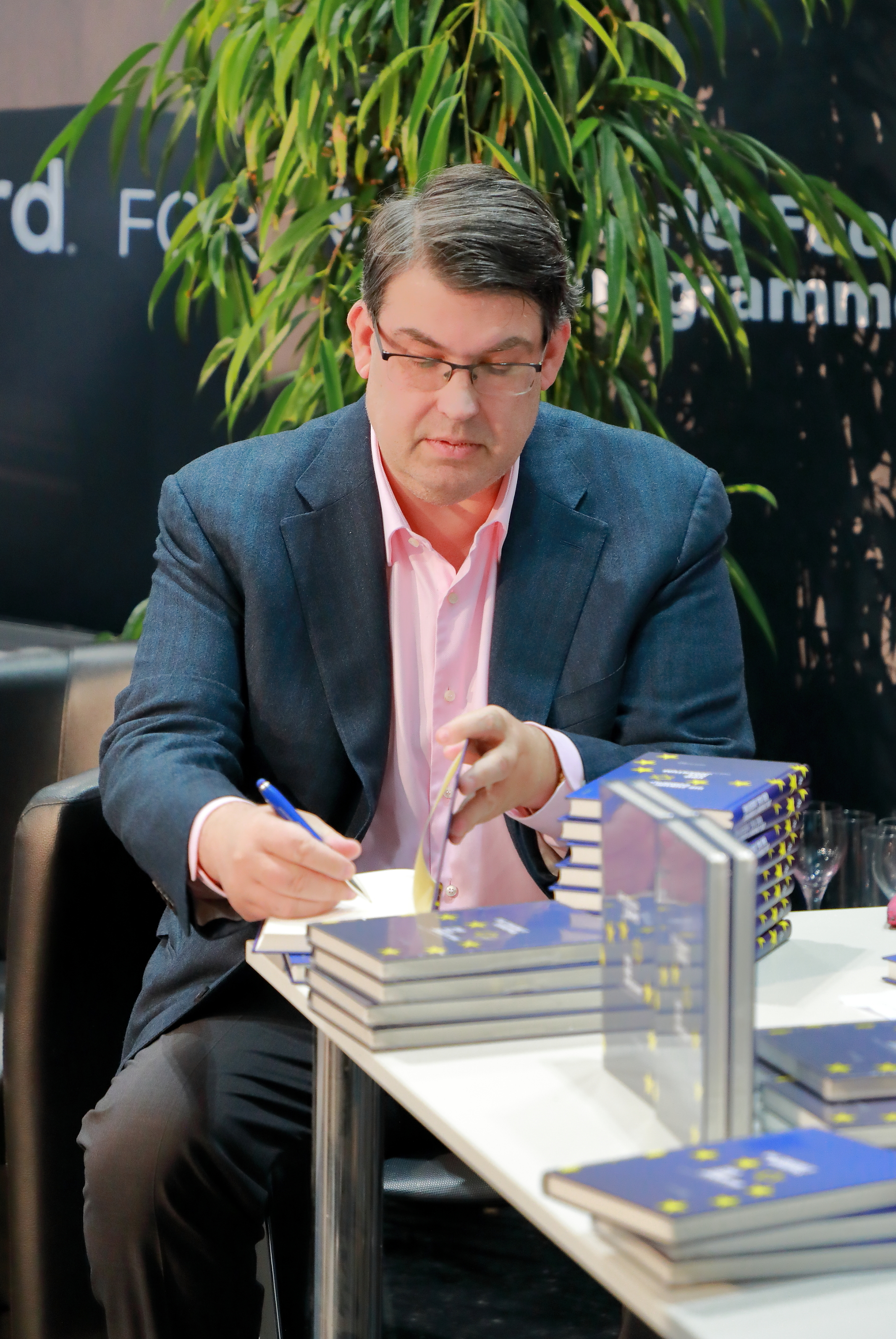
Oskar Deutsch, Präsident seit 2012

- Leopold Edler von Wertheimstein (1853–1863)
- Josef Ritter von Wertheimer (1864–1867)
- Jonas Freiherr von Königswarter (1868–1871)
- Ignaz Kuranda (1872–1884)
- Moritz Pollack von Borkenau (1884–1885)
- Arminio Cohn (1886–1890)
- Wilhelm Ritter von Gutmann (1891–1892)
- 1893–1896 unbesetzt
- Gustav Simon (1896–1897)
- Heinrich Klinger (1897–1903)
- Alfred Stern (1904–1918)
- Alois Pick (1920–1932, Neuwahlen, erstmals Proportionalwahlrecht)
- Desider Friedmann (ab 1933; im KZ Auschwitz ermordet)
- Heinrich Schur (Mai 1945 bis September 1945)
- David Brill (1946–1948)
- Kurt Heitler (September 1950 bis Mai 1951)
- David Shapira (1948–1952)
- Emil Maurer (1952–1963)
- Ernst Feldsberg (1963–1970)
- Anton Pick (1970–1981)
- Ivan Hacker (1982–1987)
- Paul Grosz (1987–1998)
- Ariel Muzicant (1998–2012)
- Oskar Deutsch (seit 2012)

### Rabbiner der IKG Wien seit 1824

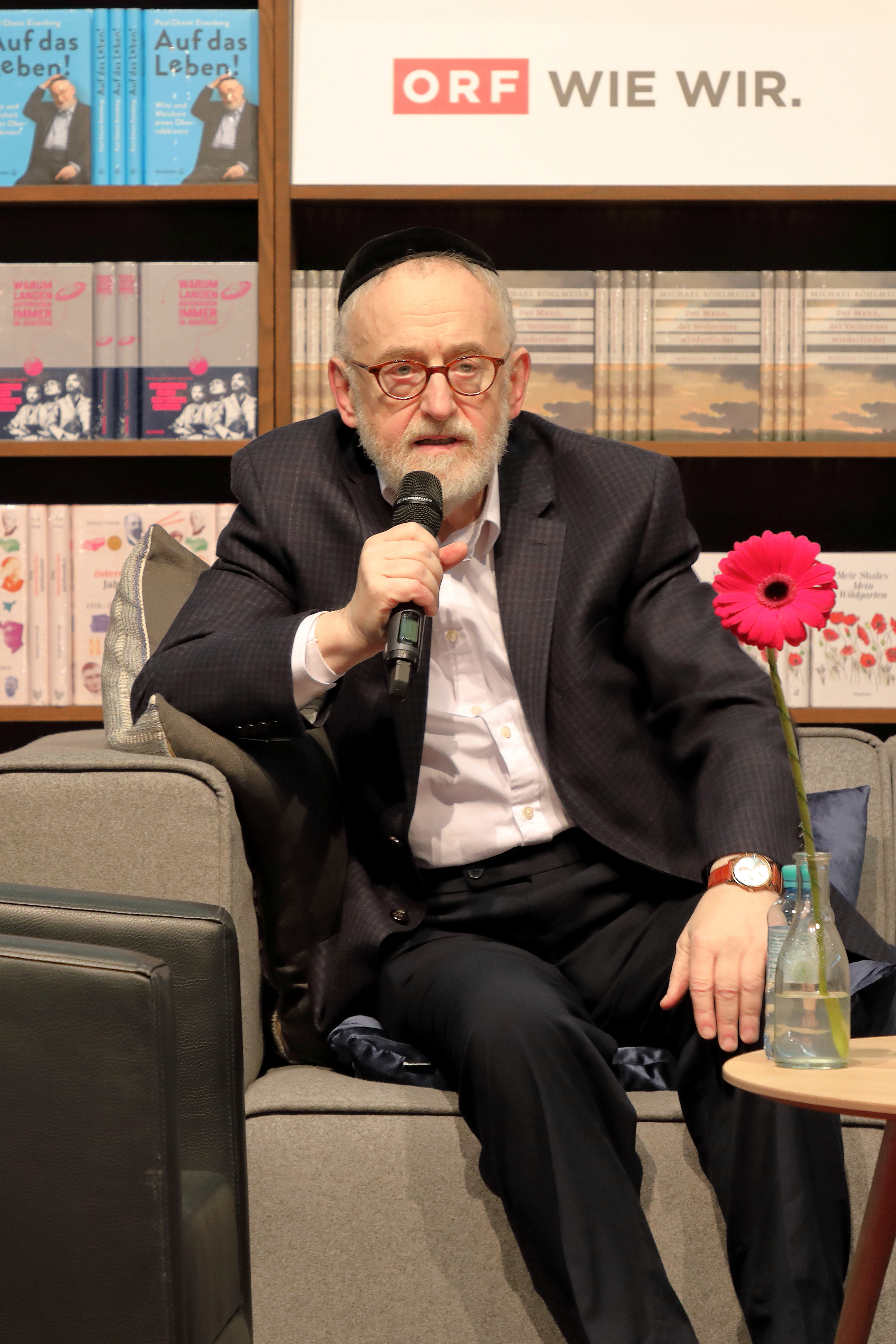
Paul Chaim Eisenberg, Oberrabbiner von 1983 bis 2016, auf der Wiener Buchmesse 2017

- Lazar Horowitz, Oberrabbiner (1828–1868)
- Adolf Jellinek, Prediger am Stadttempel (1865–1893)
- Moritz Güdemann, Oberrabbiner (1892–1918), ab 1894 auch Rabbiner am Wiener Stadttempel
- Zwi Perez Chajes, Oberrabbiner (1918–1927)
- David Feuchtwang, Oberrabbiner (1933–1936)
- Israel Taglicht, provisorischer Oberrabbiner (1936)
- Isidor Öhler, Prediger am Wiener Stadttempel (1946)
- Akiba Eisenberg, Oberrabbiner (1948–1983)
- Paul Chaim Eisenberg, Oberrabbiner (1983–2016)
- Arie Folger, Oberrabbiner (2016–2019)[10]
- Jaron Engelmayer, Oberrabbiner (seit August 2020[11][12])
- Schlomo Hofmeister, Gemeinderabbiner (seit 2008)

## Archiv der IKG
Das Archiv der Wiener Kultusgemeinde ist das einzige bekannte vollständig erhaltene Archiv vom Beginn einer jüdischen Gemeinde bis zur Nachkriegszeit und somit eines der bedeutendsten im deutschsprachigen Raum. Sitzungsprotokolle, Beschlüsse, Protokolle, Berichte, Briefe, Auswanderungs- und Finanzunterlagen, Deportationslisten, Karteien, Bücher, Fotografien, Pläne und Plakate dokumentieren die Geschichte der IKG und ihrer Mitglieder. Die ältesten Dokumente stammen aus dem 17. Jahrhundert. 1816 gilt als das offizielle Gründungsjahr des Archivs. Ab der Mitte des 19. Jahrhunderts wurde der Umgang mit Akten zunehmend professionalisiert.
Die zwischen 1938 und 1945 entstandenen Karteien und Akten bildeten für die Nationalsozialisten die Grundlage für die Verwaltung der Emigration und Deportation der österreichischen Juden. Heute dienen die Dokumente für Auskünfte über das Schicksal von Vertriebenen und Ermordeten und zur Unterstützung der Restitutions- und Entschädigungsansprüche von Überlebenden.